# Reket
Reket  je deo sportske opreme koji se sastoji od okvira sa ručkom, pri čemu je preko otvora obruča žičana mreža ili ketgut čvrsto zategnuta. On se upotrebljava za udaranje lopte ili loptice za badmington u igrama kao što su skvoš, tenis, skutera i badminton. Kolektivno su ove igre poznate kao reketni sportovi. Dizajn i proizvodnja reketa znatno su se promenili tokom vekova.
Okvir reketa za sve sportove tradicionalno je bio napravljen od punog drveta (kasnije laminiranog drveta) i žica od životinjskih creva poznatih kao ketgut. Tradicionalna veličina reketa bila je ograničena snagom i težinom drvenog okvira koji je morao biti dovoljno jak da drži uzice i dovoljno čvrst da pogodi loptu ili šatl. Proizvođači su počeli da dodaju nedrvene laminate drvenim reketama da bi poboljšali krutost. Reketi koji nisu od drveta pravljeni su najprije od čelika, zatim od aluminijuma, a potom od kompozita od karbonskih vlakana. Drvo se i dalje koristi za istinski tenis, rekete i pelotu. Većina reketa je sada napravljena od kompozitnih materijala, uključujući karbonska vlakna ili stakloplastiku, metale kao što su legure titanijuma, ili keramiku.
Ketgut je delimično zamenjen sintetičkim materijalima uključujući najlon, poliamid i druge polimere. Reketi se po potrebi prenizuju, što može biti i nakon svakog meča kod profesionalca. Uprkos nazivu, engl. catgut nikada nije napravljen od bilo kojeg dela mačke.

## Spelovanje
U engleskom jeziku racket je standardno spelovanje reči. Racquet je alternativno spelovanje koje se češće koristi u pojedinim sportovima (skvoš, skutera, badminton) a manje u drugim. Međunarodna teniska federacija koristi isključivo racket. Racket je starije spelovanje, i to je predominantno spelovanje s velikom marginom; on je bilo u upotrebi od 16. veka, dok se racquet spelovanje pojavilo u 19. veku kao varijanta pozajmljena iz francuskog.

## Etimologija
Poreklo izraza „reket” nije jasno. Prema popularnom verovanju koje je prvi objavio teniser Malkolm Vitman 1932. godine, izraz potiče od arapskog izraza rahat al-yad, što znači „dlan”. Moderna istraživanja, međutim, smatraju tu tezu veoma upitnom. Umesto toga, termin je verovatnije izveden iz flamanske reči „raketsen” koja je i sama izvedena iz srednjofrancuske reči „rachasser”, što znači „uzvratiti” (loptu).

## Badminton
Badmintonski reketi su lagani, sa reketima vrhunskog kvaliteta koji imaju težinu od oko 70 do 95 grama (sa nitima). Savremeni reketi su napravljeni od kompozita od ugljenih vlakana (plastikom ojačan grafit), koji mogu biti pojačani različitim materijalima. Ugljena vlakna imaju odličan odnos snage i težine, čvrsta su i daju odličan prenos kinetičke energije. Pre adaptiranja kompozita od karbonskih vlakana, reketi su izrađivani od drveta što im je davalo preveliku težinu i cenu.
Postoji veliki izbor modela reketa, iako su veličina i oblik reketa za badminton zakonski ograničeni. Različiti reketi imaju igračke karakteristike koje preferiraju različiti igrači. Tradicionalni oblik ovalne glave i dalje je dostupan, ali je oblik izometrijske glave sve češći kod novih reketa. Pojavio su niz kompanija koje ih proizvode, mada su japanski Joneks i kineski Li-Ning su dominantni snabdevači na tržištu. Ove kompanije sponziraju većinu vaznijih turnira. Svake godine ove kompanije uvode novu tehnologiju, mda su uglavnom svi reketi napravljeni od karbonskih grafitnih kompozita.

## Literatura
- ITTF (avgust 2018). The International Table Tennis Federation Handbook 2019 (PDF). Приступљено 31. 5. 2019.
- Varenberg, M.; Varenberg, A. (2012). „Table tennis rubber: Tribologicaly characterization”. Tribology Letters. 47 (1): 51—56. doi:10.1007/s11249-012-9961-4.
- The International Table Tennis Federation Handbook 2021 (PDF). International Table Tennis Federation. 2021. Приступљено 27. 7. 2021.
- Varenberg, M.; Varenberg, A. (2012). „Table tennis rubber: Tribologicaly characterization”. Tribology Letters. 47 (1): 51—56. S2CID 135575989. doi:10.1007/s11249-012-9961-4.
- „Racket Assembly”. Butterfly Online. Приступљено 2020-12-29.[мртва веза]
- „best pickleball/table tennis brand”. trizonsports. Приступљено 2022-07-10.[мртва веза]
- „Table Tennis Information - Equipment maintenance”. Megaspin. Приступљено 2007-07-10.
- „New Racket and Ball Colours Rules In Table Tennis”.[мртва веза]
- „String Selector 2016, Tennis Industry Magazine”. 2016-03-01. Архивирано из оригинала 03. 07. 2023. г. Приступљено 03. 07. 2023.
- „Racquet Sports Industry magazine's String Lab tests”. Приступљено 2010-05-17.
- „Tennis Industry Magazine:String Selector 2016”. Архивирано из оригинала 06. 06. 2023. г. Приступљено 2018-01-21.
- „Tennis Warehouse:String Performance Database”. Приступљено 2018-01-21.
- „The Tennis Company:About Tennis”. Архивирано из оригинала 28. 03. 2008. г. Приступљено 2008-02-20.
- „Tennis Warehouse:Natural Gut The King of All Strings”. Приступљено 2010-09-15.
- „The History of Tennis Strings”. Tennis Reviewer. Приступљено 2022-07-29.
- JUSTIN DIFELICIANTONIO (30. 11. 2012). „QUESTION OF THE DAY: SYNTHETIC GUT VS. MULTIFILAMENT”. Приступљено 2018-01-21.
- „Nylon vs. Poly”. Архивирано из оригинала 03. 07. 2023. г. Приступљено 2018-01-21.
- „All About Strings and Stringing”. Приступљено 2018-01-21.
- „20 years ago in Paris, Kuerten's new string sent tennis world spinning”. Tennis.com. Приступљено 2020-12-05.
- Cross, Rod (30. 1. 2011). „Which Strings Generate the Most Spin?”. Tennis Warehouse University. Tennis Warehouse. Conclusion. Приступљено 2018-01-21.
- Gre Raven (2012-06-01). „Playtest: Ashaway Zyex MonoGut”. Tennis Industry Magazine. Архивирано из оригинала 03. 07. 2023. г. Приступљено 2018-01-21.
- Metal racquets by Rod Архивирано октобар 4, 2009 на сајту
- „Tennis Strings”. 13. 12. 2020.
- The Associated Press (1981-12-08). „Spaghetti-Racquet Ban Is Upheld by Court”. The New York Times. Приступљено 2008-01-17.
- „Racquet Tech: Stringing 101 — Knots”. Архивирано из оригинала 03. 07. 2023. г. Приступљено 2018-01-21.
- Keohi Web Design. „Stringing Knots”. Приступљено 2018-01-21.
- Jeff Cooper. „About.com:Tennis Q/A How often to restring”. Архивирано из оригинала 2008-02-09. г. Приступљено 2008-02-20.

## Spoljašnje veze
- Jeff Cooper. „About.com:Tennis Q/A How often to restring”. Архивирано из оригинала 9. 2. 2008. г. Приступљено 20. 2. 2008.
- Jeff Cooper. „About.com:Tennis Q/A What's the best string tension for more power?”. Архивирано из оригинала 19. 12. 2007. г. Приступљено 20. 2. 2008.
- Jeff Cooper. „About.com:Tennis Q/A What's the best string tension for more control?”. Архивирано из оригинала 7. 2. 2008. г. Приступљено 20. 2. 2008.
- Jeff Cooper. „About.com:Tennis Q/A Q. What's the best string tension to protect my arm?”. Архивирано из оригинала 16. 12. 2007. г. Приступљено 20. 2. 2008.
- „Table Tennis Information - Equipment maintenance”. Megaspin. Приступљено 10. 7. 2007.